# Junta Nacional de Seguridad en el Transporte
La Junta Nacional de Seguridad en el Transporte (inglés: National Transportation Safety Board o NTSB) es una organización independiente del Gobierno de los Estados Unidos que se dedica a la investigación de accidentes de aviación civil, carreteras, marinos, oleoductos y ferrocarriles de ese país.  Cuando se solicite, la NTSB podrá ayudar a los militares y a gobiernos extranjeros con la investigación de accidentes. La NTSB también está a cargo de investigar casos de liberaciones de materiales peligrosos que ocurren durante el transporte. La agencia tiene su sede en Washington D. C. Tiene cuatro oficinas regionales, ubicadas en Anchorage, Alaska; Denver, Colorado; Ashburn, Virginia; y Seattle, Washington.  La agencia también operaba un centro de capacitación nacional en sus instalaciones de Ashburn.

## Historia
El origen de la NTSB se encuentra en la Ley de Comercio Aéreo de 1926, que asignó al Departamento de Comercio de los Estados Unidos la responsabilidad de investigar los accidentes e incidentes aéreos de aviación nacional. Antes de la NTSB, la independencia de la Administración Federal de Aviación (FAA; en ese momento la Autoridad de Aviación Civil (CAA)) fue muy cuestionada ya que se estaba investigando a sí misma y estaría sesgada a encontrar fallas externas, fusionándose con el accidente de 1931 que mató al entrenador de Notre Dame Knute Rockne y el accidente de 1935 que mató al senador Bronson Cutting. La primera Junta de Seguridad Aérea "independiente" de los Estados Unidos se estableció en 1938:duró solo catorce meses.En 1940, esta autoridad fue transferida a la recién formada Oficina de Seguridad de la Aviación de la Junta de Aeronáutica Civil.
En 1967, el Congreso de Estados Unidos creó el Departamento de Transporte (DOT) independiente a nivel del gabinete, que entre otras cosas, estableció la Administración Federal de Aviación como una agencia bajo el Departamento del Transporte (DOT). Al mismo tiempo, la NTSB se estableció como una "agencia independiente" que absorbió las responsabilidades de la Oficina de Seguridad de la Aviación. Sin embargo, de 1967 a 1975, la NTSB informó al DOT para fines administrativos, mientras realizaba investigaciones sobre la Administración Federal de Aviación, también una agencia del DOT.
Para evitar cualquier conflicto o cuestionamiento de deberes, el Congreso aprobó la Ley de la Junta de Seguridad Independiente y el 1 de abril de 1975, la NTSB se convirtió en una agencia completamente independiente. Hasta 2015 , la NTSB ha investigado más de 140.000 accidentes aéreos y varios miles de incidentes de transporte en suelo estadounidense.

## Organización
Formalmente, la "Junta Nacional de Seguridad del Transporte" se refiere a una junta de investigación de cinco gerentes cuyos cinco miembros son nominados por el presidente y confirmados por el Senado por un período de cinco años. No más de tres, de los cinco miembros, pueden ser del mismo partido político. Uno de los cinco miembros de la junta es nominado como presidente por el presidente actual y luego este debe ser aprobado por el Senado por un período fijo de 2 años; otro es designado como vicepresidente y se convierte automáticamente en presidente interino cuando no hay un presidente formal. Esta junta está autorizada por el Congreso bajo el Capítulo 11, Título 49 del Código de los Estados Unidos para investigar accidentes e incidentes de aviación civil, carreteras, marítimos, en oleoductos y en ferrocarriles. Esta junta de cinco miembros está autorizada para establecer y administrar sub-oficinas separadas en áreas para investigaciones de carreteras, marítimos, aviación, ferrocarriles, oleoductos e incluso de materiales peligrosos.
Desde su inicio, la misión principal de la NTSB ha sido:

"Determinar la causa probable de accidentes e incidentes en el transporte y formular recomendaciones de seguridad para mejorar la seguridad del transporte en los Estados Unidos."

Con base en los resultados de las investigaciones dentro de su jurisdicción, la NTSB emite recomendaciones de seguridad formales a las industrias e instituciones con el poder de implementar esas recomendaciones. La NTSB considera que las recomendaciones de seguridad son su principal herramienta para prevenir que estos accidentes no vuelvan a ocurrir en el futuro. Sin embargo, la NTSB no tiene la autoridad para hacer cumplir sus recomendaciones de seguridad.

### Miembros
Lista de los miembros actuales de la junta directiva a partir del 24 de septiembre de 2024:
| Puesto       | Name              | Partido político | Toma de posesión del cargo                                       | Finalización de toma de posesión del cargo                          |
| ------------ | ----------------- | ---------------- | ---------------------------------------------------------------- | ------------------------------------------------------------------- |
| President(a) | Jennifer Homendy  | Democrático      | 13 de agosto de 2021 (Presidenta) 20 de agosto de 2018 (Miembro) | 13 de agosto de 2027 (Presidenta) 31 de diciembre de 2029 (Miembro) |
| Miembro      | Michael Graham    | Republicano      | 3 de enero de 2020                                               | 31 de diciembre de 2025                                             |
| Miembros     | Thomas B. Chapman | Democrático      | 6 de enero de 2020                                               | 31 de diciembre de 2023                                             |
| Miembro      | Alvin Brown       | Democrático      | 13 de febrero de 2024                                            | 31 de diciembre de 2026                                             |
| Miembro      | J. Todd Inman     | Republicano      | 13 de febrero de 2024                                            | 31 de diciembre de 2027                                             |

### Nominaciones
El presidente de los Estados Unidos Joe Biden ha nominado a los siguientes miembros para ocupar un puesto en general en la junta próxima junta de la NTSB. Están a la espera de la confirmación y autorización del Senado.
| Nombre            | Partido político | Finalización de toma de posesión | Reemplazo      |
| ----------------- | ---------------- | -------------------------------- | -------------- |
| Thomas B. Chapman | Democrático      | 31 de diciembre de 2028          | Renombramiento |

## Investigación de accidentes e incidentes

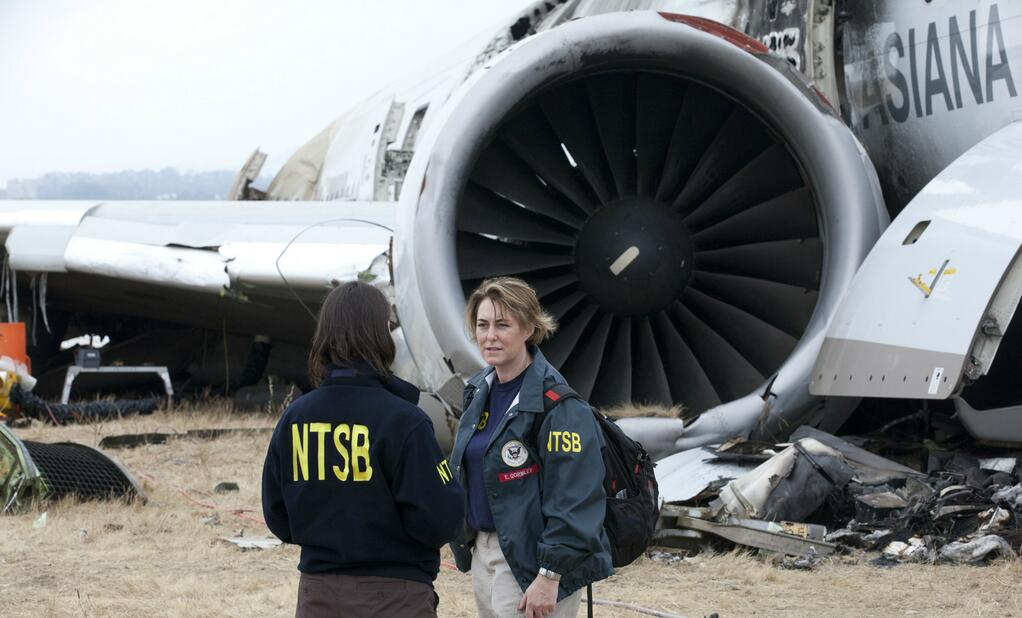
Miembros del “equipo viajero” de la NTSB en el lugar del accidente del Vuelo 214 de Asiana Airlines.

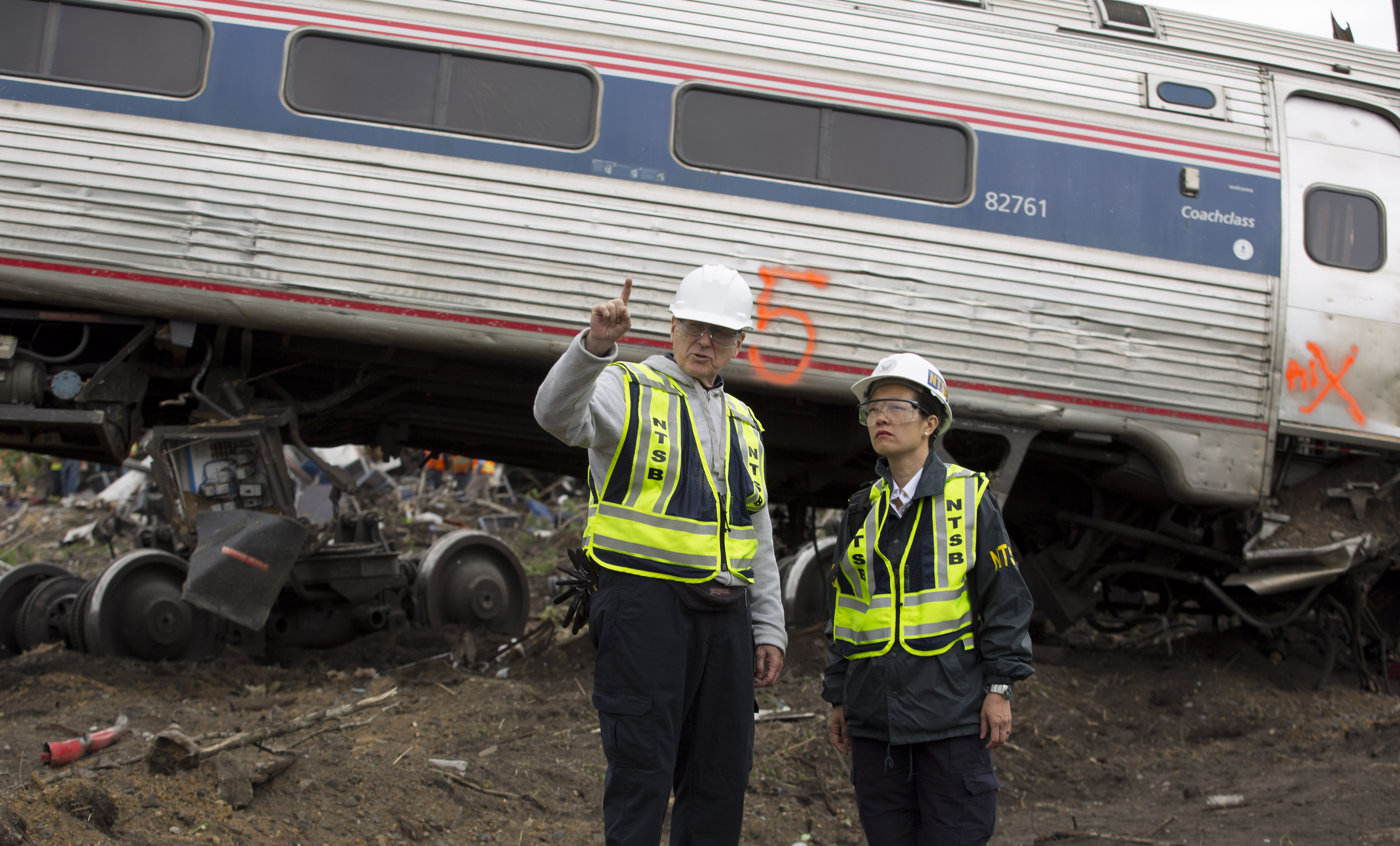
Investigadores de la NTSB en el escenario del descarrilamiento del tren de Filadelfia de 2015.

La NTSB es la agencia principal en la investigación de accidentes o incidentes en el transporte civil dentro de su ámbito. Una investigación de un accidente importante dentro de los Estados Unidos normalmente comienza con la creación de un "equipo laboral", compuesto por expertos en campos relacionados con el incidente que son desplegados inmediatamente en el lugar del choque. El "equipo laboral" puede tener tan sólo tres personas o alcanzar hasta una docena, dependiendo de la naturaleza del incidente. La agencia puede entonces realizar audiencias públicas sobre el tema después de la investigación. Finalmente, se publicará un informe final que puede incluir recomendaciones de seguridad basadas en sus hallazgos en la investigación. La NTSB no tiene autoridad legal para implementar o imponer sus recomendaciones. Sus recomendaciones son implementadas a menudo por reguladores a nivel federal o estatal o por compañías de transporte individuales.
La NTSB se desempeñó fundamentalmente en la investigación del accidente ferroviario de Ohio  en febrero de 2023. El informe de la NTSB destacó fallas significativas de Norfolk Southern, particularmente en la decisión de realizar un venteo y quema de sustancias químicas tóxicas, que se consideró innecesario y se basó en información engañosa proporcionada por el ferrocarril. El informe también criticó la obstrucción de Norfolk Southern durante el transcurso la investigación, señalando demoras en proporcionar información crítica e intentos de influir en el resultado de la investigación. Los hallazgos de la NTSB han dado lugar a nuevas recomendaciones de seguridad destinadas a prevenir incidentes similares en el futuro, incluidos mejoras en los protocolos de comunicación y una supervisión más estricta de los procedimientos de respuesta a emergencias.
La NTSB también se involucró y concluyó que la mala gestión de los recursos del puente y un error en los gráficos provocaron la colisión entre el granelero Ocean Princess y la plataforma de producción de petróleo y gas SP-83A en el Golfo de México el 7 de enero de 2021. El incidente se produjo porque la plataforma no era visible en la pantalla de la carta electrónica del buque, aunque sí estaba presente en la carta de papel que utilizaba el oficial de guardia. La NTSB destacó la importancia de una gestión eficaz del puente y los peligros de depender excesivamente de las herramientas de navegación electrónica.

### Jurisdicción sobre las investigaciones
- Aviación

La NTSB tiene la autoridad principal como ente investigador de todos los accidentes de aviación civil dentro del espacio aéreo de los Estados Unidos; la agencia también está autorizada a realizar investigaciones que involucren tanto aeronaves civiles como militares "con la participación de las autoridades militares apropiadas". La aviación incluye ciertos accidentes espaciales comerciales. Para ciertos accidentes, debido a las limitaciones de recursos, la NTSB solicitará a la Administración Federal de Aviación que recopile la información fáctica en el lugar del accidente; la NTSB basará su informe final de esa información.
- Transporte de superficie

La NTSB tiene la autoridad de investigar todos los accidentes e incidentes en las vías carreteras, incluidos los incidentes en los pasos a nivel de las vías del tren, "basándose en una cooperación con el Estado donde ocurrió el incidente". La NTSB también tiene jurisdicción primaria sobre los accidentes e incidentes ferroviarios que resulten con muertes o daños materiales significativos, o que involucren a un tren de pasajeros.
- Transporte marítimo

En el caso de las investigaciones ocurridas en el límite territorial del mar dentro de Estados Unidos, la jurisdicción sobre las investigaciones se divide entre la NTSB y la Guardia Costera de los Estados Unidos. La división de la jurisdicción y las responsabilidades de investigación se prescribe en un Memorando de Entendimiento detallado entre las dos agencias.
- Transporte subterráneo

La NTSB posee jurisdicción primaria sobre incidentes de tuberías (a menudo resultado de daños por excavación de terceros) que involucran "una fatalidad, daños materiales sustanciales o daños significativos al medio ambiente".
- Apoyo en investigaciones criminales

La NTSB tiene jurisdicción primaria sobre las investigaciones  en el transporte civil, no penal. Si el Fiscal General declara que el caso está vinculado a un acto criminal, la NTSB debe ceder el control de la investigación al FBI.  La NTSB todavía puede proporcionar apoyo técnico al FBI en tales investigaciones. En dos ejemplos de alto perfil, la NTSB envió investigadores de accidentes aéreos con conocimiento de estructuras de aeronaves y cajas negras para ayudar en la investigación penal del FBI sobre el asesinato-suicidio del vuelo 1771 de Pacific Southwest Airlines en 1987 y los ataques del 11 de septiembre de 2001, después del suceso.
- Asistencia a otros organismos nacionales

Además de apoyar al Departamento de Justicia en las investigaciones penales, la NTSB también ha ayudado a la Administración Nacional de Aeronáutica y del Espacio (NASA) en sus investigaciones de los desastres del Challenger y del transbordador espacial Columbia. La NTSB también puede ayudar al Ejército en la investigación de incidentes militares dentro del ámbito de su experiencia, como en el vuelo 21 de la Fuerza Aérea Estadounidense en el que murieron más de 30 estadounidenses, incluido el Secretario de Comercio Ron Brown.
- Apoyo a gobiernos internacionales

La NTSB puede brindar apoyo en la investigación de cualquier tipo accidentes ocurridos fuera de los Estados Unidos en determinadas circunstancias, como accidentes o incidentes que afecten a las aeronaves civiles registradas en Estados Unidos, son fabricadas y de propiedad estadounidense o aeronaves que poseen componentes fabricados en los Estados Unidos y estén en el espacio aéreo internacional. Oficialmente, los empleados de la NTSB tienen prohibido divulgar información sobre las investigaciones realizadas en otro país, aunque esta regla no se siguió en el pasado.

### Utilización del “sistema de partidos”
Para realizar una investigación, la NTSB opera bajo el "sistema de partidos", que utiliza el apoyo y la participación de representantes de la industria comercial aérea y los trabajadores con experiencia o de conocimiento técnico específicamente útil para su investigación. La NTSB puede invitar a estas personas u organizaciones para ser partes de la investigación y participar bajo la supervisión de la NTSB. La NTSB mantiene la información sobre qué organizaciones permite participar bajo discreción. Solo las personas con experiencia técnica relevante pueden representar a una organización en una investigación, mientras que, los abogados e investigadores de seguros tienen prohibido por ley participar.
La NTSB considera que el "sistema de partidos" es crucial para el proceso de investigación de un determinado incidente, ya que le proporciona acceso a personas con experiencia o conocimientos especializados relevantes para la investigación en particular. Sin embargo, el uso del sistema de partidos no está exento de ser una controversia. Por ejemplo, En 1996, el vuelo 800 de TWA explotó en el aire, la investigación de la NTSB reveló que la posible causa de la explosión en vuelo era por la combustión de vapor inflamable en el tanque central de combustible. La NTSB invitó a Boeing a participar como parte clave en la investigación del accidente del vuelo 800, si bien la NTSB se basó en el intercambio de información de Boeing, más tarde se determinó que Boeing había ocultado un estudio de investigación en versiones militares del 747 que investigaban la combustión de vapor inflamable en el tanque de combustible central. Boeing había informado a la NTSB que no tenía estudios que probaran o afirmaran la teoría de la combustión de vapor. En respuesta a la presión política después del accidente del TWA 800 de Boeing, la NTSB encargó a la corporación sin fines de lucro Rand Corporation que realizara un estudio independiente del proceso de investigación del "sistema de partidos" de la NTSB.
Finalmente, Rand Corporation publicó su informe, que concluyó que el sistema de partidos es:

"Un componente clave del proceso de investigación de la NTSB"

Y que los involucrados que participan en el proceso de una determinada investigación:

"Son excepcionalmente capaces de proporcionar información esencial sobre el diseño y la fabricación de las aeronaves involucradas en un accidente, las operaciones de las aerolíneas o el funcionamiento del [Sistema Nacional del Espacio Aéreo] que simplemente no se puede obtener en otro lugar".: 31 

Sin embargo, Rand también encontró que los conflictos de intereses inherentes al sistema de partidos:

"Pueden, en algunos casos, amenazar la integridad del proceso de investigación de la NTSB".: 31–32 

El estudio de Rand Corporation recomendó a la NTSB que redujera su dependencia de los representantes de la industria o aerolíneas en el sistema de partidos y hiciera un mayor uso de investigadores independientes, ya sea como la NASA o el Departamento de Defensa, los laboratorios de investigación por parte del gobierno y o las universidades que desean aportar determinados conocimientos, para investigar los factores externos que atribuyen a la causa de un accidente.: 31–32  A partir de 2014, la NTSB no adoptado estas recomendaciones por parte de Rand Corporation y en su lugar continúa confiando en el controversial "sistema de partidos".

## Recomendaciones de seguridad

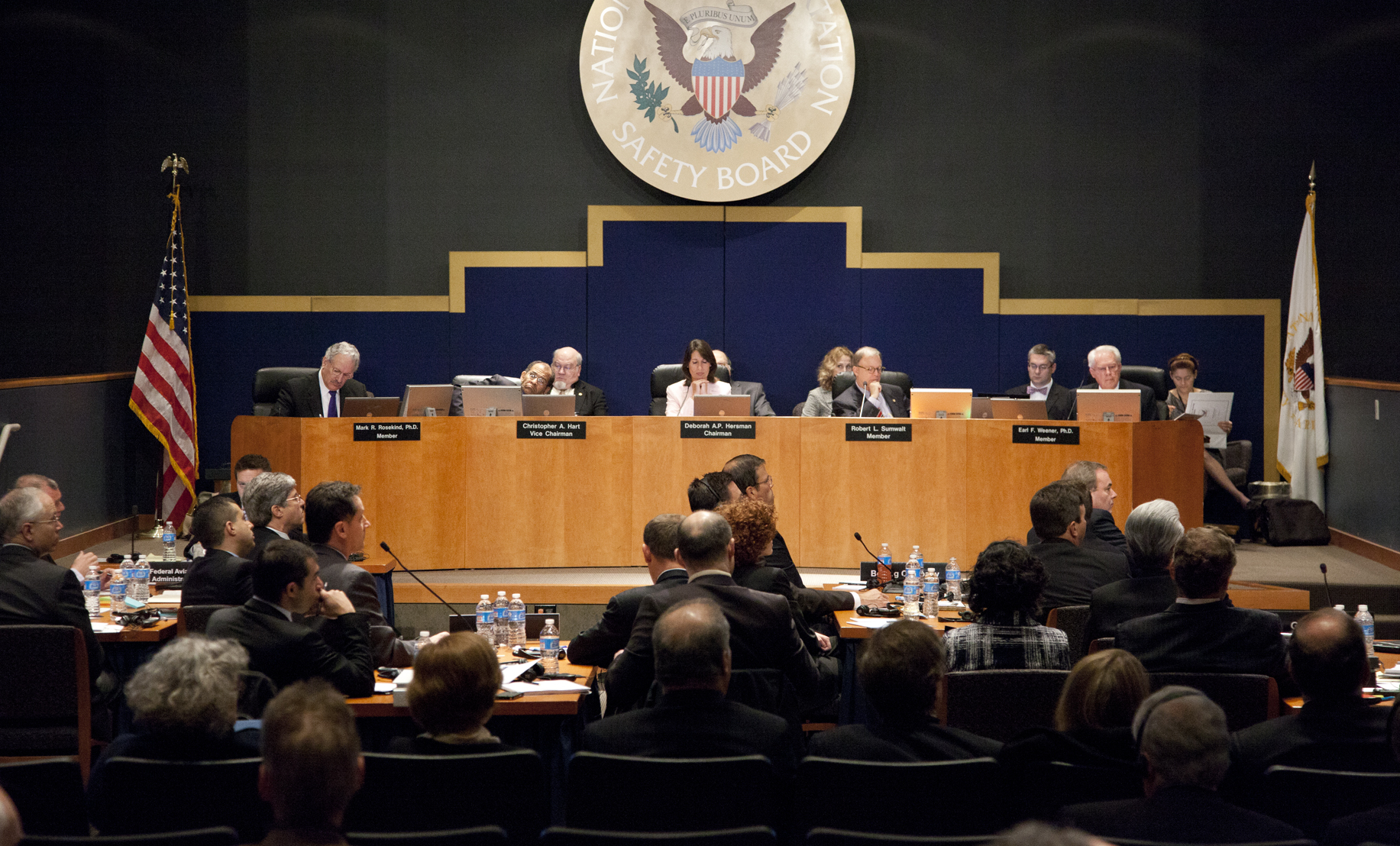
Audiencia de la NTSB en 2013 sobre los problemas con la batería del Boeing 787 Dreamliner

Desde el 2014, la NTSB ha emitido alrededor de 14.000 recomendaciones de seguridad en su historia como ente investigador, el 73% de las cuales han sido adaptadas total o parcialmente por las diferentes entidades, instituciones, fabricantes a las que están  o van dirigidas. Desde 1990, la NTSB ha publicado cada año una "Lista de los más buscados", que destaca las recomendaciones de seguridad que la NTSB cree que proporcionarían el mejor beneficio significativo, y a veces inmediato, al público viajero. La lista fue interrumpida en 2023 para que:

"La NTSB pueda defender con mayor agilidad [sus] recomendaciones y los problemas de seguridad emergentes".

Entre las mejoras recomendaciones en materia de seguridad en el transporte impulsadas o inspiradas por las recomendaciones de la NTSB se encuentran:
Aviación
Desde la tecnología para evitar colisiones en el aire, sistemas de advertencia de proximidad al suelo, sistemas de alerta y detección de cizalladura, detectores de humo en baños dentro de las aeronaves e inertización de tanques de combustible.
Terrestres
Desde las leyes de licencias de conducir válidas para conductores jóvenes, leyes sobre el consumo de alcohol a partir de los 21 años, tecnología de bolsas de aire, iluminación automotriz, licencias de conducir comerciales y estándares mejorados para la construcción de autobuses escolares.
Ferroviarios
Desde el Control de salida de trenes, salidas de emergencia mejoradas para los vagones de pasajeros y acopladores de doble estante para los vagones que transporten materiales peligrosos.
Marítimos
Desde la Seguridad en la navegación recreativa, mejora de la seguridad contra incendios en los cruceros y dispositivos salvavidas en los buques pesqueros, de pasajeros o privados.
Subterráneo
Prevención de daños por excavación, protección contra la corrosión de tuberías y válvulas de cierre remoto.
Otros usos
Pruebas de alcohol y drogas en todos los medios de transporte.

## Otras responsabilidades
Una responsabilidad menos conocida de la NTSB es que la misma puede funcionar como tribunal de apelaciones para los pilotos, mecánicos de aeronaves, compañías certificadas relacionadas con la aviación y marineros cuyas licencias han sido suspendidas o revocadas por la Administración Federal de Aviación o la Guardia Costera de los Estados Unidos. La NTSB puede emplear jueces de derecho administrativo que inicialmente escuchan todas las apelaciones, y la decisión del juez de derecho administrativo puede ser apelada ante la Junta de cinco miembros.  Las determinaciones de la Junta pueden ser apeladas ante el sistema de tribunales federales por la parte perdedora, ya sea el individuo o la empresa, por un lado, la FAA o la Guardia Costera, por el otro. Sin embargo, a partir del conflicto Ferguson v. NTSB, las determinaciones de la NTSB no son revocadas por los tribunales federales a menos que la NTSB haya abusado de su discreción o su determinación no esté respaldada en absoluto por la evidencia presentada.
La Junta de Seguridad posee una academia de formación en Ashburn, Virginia, donde  se realizan diferentes tipos de cursos para su personal y profesionales de otras agencias gubernamentales, gobiernos extranjeros o empresas privadas, en áreas como la investigación general de accidentes, elementos específicos de las investigaciones como factores de supervivencia o desempeño humano, asuntos relacionados como asuntos familiares o relaciones con los medios de comunicación. La instalación alberga con fines de educativos al fuselaje reconstruido de más de 90 pies del Boeing 747 del vuelo 800 de TWA,  que fue recuperado del Océano Atlántico después de que se estrellara el 17 de julio de 1996, tras la explosión de un tanque de combustible.
El 22 de febrero de 2021, la NTSB anunció que la recreación del vuelo 800 de TWA se desmantelaría el 7 de julio de 2021. Esta decisión se produce cuando el contrato de arrendamiento del centro de entrenamiento de Ashburn expiró. La NTSB indicó que se está alejando de las reconstrucciones a gran escala como la del vuelo 800 de TWA y se está orientando hacia el uso de escaneos 3D para la reconstruir accidentes. En virtud de un acuerdo realizado con las familias de las víctimas, cuando la reconstrucción se mantuvo como herramienta de entrenamiento, no se permitió que se usara como una exhibición pública ni que tampoco debe de ser exhibida. Por esta razón, la NTSB planea desmantelar y destruir la reconstrucción del fuselaje.